# Ван Остстром, Симон Ян
Симон Ян ван Остстром (нидерл. Simon Jan van Ooststroom, 1906—1982) — нидерландский ботаник, представитель так называемой «Утрехтской школы», доктор философии в Утрехтском университете, специалист по индо-австралийской флоре семейства Вьюнковые.

## Биография
Родился в Роттердаме 2 января 1906 года, где получал начальное образование. Среднее образование получал сначала в Роттердаме, затем — в Схидаме. В 1924 году поступил в Утрехтский университет.
С 1927 года — член Королевского Нидерландского ботанического общества.
В 1927 году Остстром стал ассистентом профессора Августа Адриана Пулле в ботаническом музее и гербарии в Утрехте. Волей случая заинтересовавшись систематикой рода Evolvulus, в 1934 году защитил монографию рода в мировом масштабе в качестве диссертации доктора философии.
С января по май 1950 года путешествовал по Малайзии, Индонезии и Сингапуру. В 1953 году вышла из печати обработка семейства Вьюнковые фундаментальной монографии Flora Malesiana, написанная Остстромом в соавторстве с Рурдом Дирком Хогландом.
Длительное время работал ассистентом Германа Йоханнеса Лама в Королевском гербарии в Лейдене.
В начале 1950-х годов некоторое время читал лекции по систематике растений, однако вскоре оставил преподавательскую деятельность, предпочтя уделять больше времени исследованиям.
В 1970 году Остстром был избран почётным членом Королевского ботанического общества.
Являлся одним из редакторов последних изданий «Флоры Нидерландов» Хендрика Хёкелса, а также главным редактором монографии Flora Neerlandica.
В 1971 году ушёл на пенсию. Скончался в Угстгесте 28 сентября 1982 года.

## Некоторые научные работы
- Ooststroom, S. J. van. A monograph of the genus Evolvulus. — Utrecht, 1934. — 267 p.

## Виды растений, названные в честь С. ван Остстрома
- Argyreia ooststroomii Hoogland, 1952
- Taraxacum ooststroomii Soest, 1966